# Morti nel 1746
| Questa pagina contiene informazioni ricavate automaticamente dalle voci biografiche con l'ausilio del template Bio e di un bot. L'aggiornamento è periodico e automatico e ricostruisce completamente la pagina. Se manca una persona in questa lista, sei pregato di non aggiungerla, ma accertati piuttosto che la sua voce biografica contenga il template Bio e che i dati anagrafici siano correttamente compilati. Se il template Bio manca, inseriscilo tu stesso o, in alternativa, metti l'avviso {{tmp\|Bio}} che ne segnala la mancanza. Se i dati riportati sono sbagliati, correggi direttamente la voce biografica; le modifiche saranno visibili in questa lista entro pochi giorni. Per chiarimenti vedi il progetto biografie. La lista contiene solo le 86 persone che sono citate nell'enciclopedia e per le quali è stato implementato correttamente il template Bio. Pagina aggiornata al 30 gen 2025. |

## Gennaio(4)
- 18 gennaio - Valeriano Pellegrini, cantante castrato italiano
- 21 gennaio - Nicolaes Verkolje, incisore, pittore e disegnatore olandese (n. 1673)
- 25 gennaio - Aleksandr L'vovič Naryškin, politico russo (n. 1694)
- 28 gennaio - Pietro De Martino, matematico e astronomo italiano (n. 1707)

## Febbraio(7)
- 4 febbraio - Robert Blair, poeta scozzese (n. 1699)
- 5 febbraio - Hermann Friedrich Teichmeyer, medico e botanico tedesco (n. 1685)
- 11 febbraio - Vasilij Vladimirovič Dolgorukov, generale russo (n. 1667)
- 20 febbraio - Jan Aleksander Lipski, cardinale e vescovo cattolico polacco (n. 1690)
- 22 febbraio - Guillaume Coustou, scultore francese (n. 1677)
- 23 febbraio - Ambrogio Caracciolo, I principe di Torchiarolo, principe e militare italiano (n. 1699)
- 25 febbraio - Paolo Mattia Doria, filosofo e matematico italiano (n. 1667)

## Marzo(9)
- 10 marzo - Federico Guglielmo di Sassonia-Meiningen, duca tedesco (n. 1679)
- 13 marzo - Charles-Gaspard-Guillaume de Vintimille du Luc, arcivescovo cattolico francese (n. 1655)
- 17 marzo - Jean Bouhier, giurista e magistrato francese (n. 1673)
- 18 marzo - Anna Leopol'dovna Romanova, sovrana russa (n. 1718)
- 20 marzo - Nicolas de Largillière, pittore francese (n. 1656)
- 27 marzo - Zaccaria Canal, politico e diplomatico italiano (n. 1685)
- 29 marzo - Ignatius Kegler, gesuita, astronomo e missionario tedesco (n. 1680)
- 29 marzo - Matteo Ripa, missionario italiano (n. 1682)
- 30 marzo - Jean-Joseph Fiocco, compositore fiammingo (n. 1686)

## Aprile(3)
- 8 aprile - Álvaro de Abranches e Noronha, vescovo cattolico portoghese (n. 1661)
- 12 aprile - Grigorij Ivanovič Orlov, militare e politico russo (n. 1685)
- 14 aprile - Ernesto Ferdinando di Brunswick-Bevern, militare tedesco (n. 1682)

## Maggio(7)
- 1º maggio - Thomas Wheate, II baronetto, politico inglese (n. 1693)
- 4 maggio - Antonio Pollarolo, musicista e compositore italiano (n. 1676)
- 6 maggio - Antoine-Robert Gaudreaux, ebanista francese (n. 1680)
- 6 maggio - Mosè Luzzatto, rabbino e filosofo italiano (n. 1707)
- 15 maggio - John James, architetto inglese
- 16 maggio - Giovanni Adolfo II di Sassonia-Weissenfels, militare tedesco (n. 1685)
- 26 maggio - Thomas Southerne, drammaturgo irlandese (n. 1660)

## Giugno(4)
- 8 giugno - Federico III d'Assia-Homburg, nobile tedesco (n. 1673)
- 14 giugno - Colin Maclaurin, matematico scozzese (n. 1698)
- 15 giugno - Lorenzo Guadagnini, liutaio italiano (n. 1685)
- 19 giugno - John Spencer, politico britannico (n. 1708)

## Luglio(7)
- 9 luglio - Filippo V di Spagna, re spagnolo (n. 1683)
- 20 luglio - Jacques-Bonne Gigault de Bellefonds, arcivescovo cattolico francese (n. 1698)
- 22 luglio - Maria Teresa Raffaella di Borbone-Spagna,  spagnola (n. 1726)
- 23 luglio - Giovanni Battista Labanchi, vescovo cattolico italiano (n. 1677)
- 24 luglio - Girolamo Crispi, arcivescovo cattolico italiano (n. 1667)
- 26 luglio - Friedrich Karl von Schönborn-Buchheim, vescovo cattolico tedesco (n. 1674)
- 30 luglio - Francesco Trevisani, pittore italiano (n. 1656)

## Agosto(10)
- 1º agosto - Bernardino Perfetti, giurista e poeta italiano (n. 1681)
- 6 agosto - Cristiano VI di Danimarca, re (n. 1699)
- 8 agosto - Francis Hutcheson, filosofo irlandese (n. 1694)
- 8 agosto - Francesca Margherita de L'Épine, soprano italiano
- 15 agosto - Giuseppe Maria Gonzaga, nobiluomo italiano (n. 1690)
- 18 agosto - Arthur Elphinstone, VI Lord Balmerino, nobile e militare scozzese (n. 1688)
- 24 agosto - Francesco Antonio Saverio Grue, ceramista italiano (n. 1686)
- 27 agosto - Carlo Leopoldo Calcagnini, cardinale italiano (n. 1679)
- 27 agosto - Johann Caspar Ferdinand Fischer, compositore, clavicembalista e organista tedesco (n. 1656)
- 28 agosto - Giovanni Camillo Ciabilli, pittore e poeta italiano (n. 1675)

## Settembre(5)
- 3 settembre - Marcello Sacchi, vescovo cattolico italiano (n. 1683)
- 10 settembre - Maximilian Ulrich von Kaunitz, diplomatico e politico austriaco (n. 1679)
- 21 settembre - Alessandro Gregorio Capponi, museologo e nobile italiano (n. 1683)
- 28 settembre - Jean-Baptiste Louis Frédéric de La Rochefoucauld de Roye, militare francese (n. 1707)
- 29 settembre - François de Bricqueville, ammiraglio francese

## Ottobre(5)
- 5 ottobre - Tommaso Nasini, pittore italiano (n. 1663)
- 12 ottobre - Augustin Friedrich Walther, anatomista e botanico tedesco (n. 1688)
- 13 ottobre - Theophilus Hastings, IX conte di Huntingdon, nobile inglese (n. 1696)
- 20 ottobre - Blaise Joseph Ollivier, ingegnere francese (n. 1701)
- 25 ottobre - Giambattista Rossi, presbitero italiano (n. 1690)

## Novembre(6)
- 3 novembre - Maur Dantine, religioso belga (n. 1688)
- 5 novembre - Giovanni Luigi II di Anhalt-Zerbst, principe (n. 1688)
- 7 novembre - Luigi II Gonzaga, nobile italiano (n. 1680)
- 14 novembre - Georg Wilhelm Steller, botanico, zoologo e medico tedesco (n. 1709)
- 18 novembre - Giovanni Luca Zuzzeri, numismatico e archeologo italiano (n. 1717)
- 29 novembre - Pál Forgách il vecchio, presbitero ungherese (n. 1677)

## Dicembre(4)
- 6 dicembre - Grizel Baillie, scrittrice e cantautrice scozzese (n. 1665)
- 10 dicembre - Teodorico Pedrini, presbitero, missionario e musicista italiano (n. 1671)
- 17 dicembre - Antonio José de Mendoza Caamaño y Sotomayor,  spagnolo (n. 1667)
- 31 dicembre - Siro Baroni, pittore italiano (n. 1678)

## Senza giorno specificato(15)
- Abdul Jalil Rahmat Shah di Johor, sovrano malese
- Giuliano Anastagi, ingegnere e cartografo italiano
- Cesare Benvenuti, filosofo e teologo italiano (n. 1669)
- Norbert van Bloemen, pittore fiammingo (n. 1670)
- Domenico Bocciardo, pittore italiano (n. 1686)
- Antoine Deidier, medico francese (n. 1670)
- Domenico Guidobono, pittore italiano (n. 1668)
- Joseph-François Lafitau, gesuita e scrittore francese (n. 1681)
- Giacomo Leoni, architetto italiano (n. 1686)
- Bernardino Mercoli, pittore e scultore svizzero (n. 1682)
- Baldassarre Odescalchi, I principe Odescalchi, nobile italiano (n. 1683)
- Francesco Antonio Sessi, nobile italiano (n. 1692)
- Angiola Tavella, pittrice italiana (n. 1698)
- Giuseppe Rocco Volpi, scrittore italiano (n. 1692)
- Ye Tianshi, medico cinese (n. 1667)